# زبابة تيان شان
زبابة تيان شان (الاسم العلمي: Sorex asper) (بالإنجليزية: Tien Shan Shrew)‏ هي نوع من الثدييات يتبع جنس الزبابة من الفصيلة الزبابات         .	